# Organhaftpflichtgesetz
Mit dem Organhaftpflichtgesetz (abgekürzt OrgHG) wird in Österreich die Haftung für Schäden geregelt, die durch ein Vollzugsorgan oder einen Amtswalter einer Gebietskörperschaft, einer sonstigen Körperschaft oder einer Anstalt des öffentlichen Rechts unrechtmäßig und schuldhaft in Vollzug des Gesetzes diesem Rechtsträger verursacht wurde. Diese Haftung ist in Artikel 23 Abs. 3 Bundesverfassung (B-VG) grundsätzlich vorgesehen und wird im Organhaftpflichtgesetz näher ausgeführt.
Diese Haftung wird mit einer zivilrechtlichen Organhaftpflichtklage geltend gemacht.
Das Organhaftpflichtgesetz wurde in den letzten 50 Jahren lediglich viermal novelliert.

## Gliederung
Das OrgHG umfasst lediglich 15 Paragraphen, von denen wiederum lediglich sechs Paragraphen der eigentlichen Haftpflicht gewidmet sind. Das OrgHG verfügt über keine Begriffsdefinitionen und kein offizielles Inhaltsverzeichnis.
- I. ABSCHNITT (Haftpflicht)
  - §§ 1 bis 6
- II. ABSCHNITT (Verfahren)
  - §§ 7 bis 12
- III. ABSCHNITT (Schlussbestimmungen)
  - §§ 13 bis 15
  - Übergangsbestimmungen

## Abgrenzung

### Dienstnehmerhaftpflichtgesetz
Das Organhaftpflichtgesetz regelt keine Ansprüche aus Haftungen für Schäden, die zwischen Dienstnehmer und Dienstgeber bestehen, wenn der Arbeitgeber keine Gebietskörperschaft, keine sonstige Körperschaft oder Anstalt des öffentlichen Rechts ist. Solche Ansprüche zwischen „normalen“ Dienstgebern und Dienstnehmern für versehentlich zugefügte Schäden werden im  Dienstnehmerhaftpflichtgesetz geregelt.

### Abgrenzung OrgHG zum AHG
Die Organhaftung nach dem Organhaftpflichtgesetz (OrgHG) ist ein Haftungsanspruch, der zwischen dem Schädiger (Organ) und dem Geschädigten (öffentlich-rechtlicher Rechtsträger) direkt besteht. Der Schädiger hat also direkt den Rechtsträger geschädigt (z. B. ein Polizist hat bei einem Polizeiauto einen Totalschaden verursacht).
Der Regress beim Amtshaftungsgesetz (AHG) setzt voraus, dass das schädigende Organ bei einem Dritten einen Schaden verursacht hat, für den der Rechtsträger primär einzustehen hat und dann unter Umständen beim Schädiger diesen geleisteten Schadenersatz zurückverlangen kann. Beispiel: Ein Polizist verletzt einen Demonstranten vorsätzlich am Körper. Primär hat dafür der Staat einzustehen, sekundär im Rahmen des Regresses nach dem AHG kann der Polizist für z. B. eine finanzielle Entschädigung zur Verantwortung gezogen werden.

## Versicherung
Zur Abwendung oder Ersatz von Ansprüchen aus Schäden, welche Organe der Gebietskörperschaften und der sonstigen Körperschaften und Anstalten des öffentlichen Rechts einem Rechtsträger in Vollziehung der Gesetze unmittelbar zugefügt haben, kann eine Haftpflichtversicherung abgeschlossen werden (D&O-Versicherung, auch Directors-and-Officers-Versicherung oder Organ- oder Manager-Haftpflichtversicherung genannt).